# Vorniceni (Strășeni)
Vorniceni es una comuna y pueblo de la República de Moldavia ubicada en el distrito de Strășeni.
En 2004 tiene 5220 habitantes, la casi totalidad de los cuales son étnicamente moldavos-rumanos. La comuna no tiene pedanías, siendo Vorniceni su única localidad.
Se conoce la existencia de la localidad desde principios del siglo XV. El monumento más destacado es la iglesia de San Pedro y San Pablo, de estilo neoclásico.
Se ubica en el oeste del distrito sobre la carretera R25, entre Lozova y Bucovăț.